# Sphaerostephanos polycarpus
Sphaerostephanos polycarpus är en kärrbräkenväxtart som först beskrevs av Bl., och fick sitt nu gällande namn av Edwin Bingham Copeland. Sphaerostephanos polycarpus ingår i släktet Sphaerostephanos och familjen Thelypteridaceae. Inga underarter finns listade.